# Pascal Simpson
Pascal "Pagge" Simpson, född 4 maj 1971 i Lomé, Togo, är en svensk före detta fotbollstränare och fotbollsspelare (anfallare).
Han var med i AIK när klubben vann SM-guld 1992, och gjorde två mål i dubbelmötet mot FC Barcelona i Cupvinnarcupen 1996/1997. Han var även med när AIK vann Svenska cupen 1996 (han gjorde det avgörande målet mot Malmö FF) och 1997. Han har gjort två A-landskamper och sju landskamper i OS.

## Biografi
Pascal kom från Togo till Sverige när han var sex år och redan de första åren i Sverige kallades han för Pagge och har blivit kallad för det sedan dess. Han började sin pojkfotbollskarriär i Ekerö IK 1978, där han spelade tills 1983, då han bytte till IF Brommapojkarna. Under ungdomsåren spelade han ofta mot andra AIK-spelare som Johan Mjällby och Thomas Lagerlöf på grund av att de spelade i AIK Fotboll:s 1971-lag, som var, tillsammans med IF BP 1971, det ledande Stockholmslaget vid den tiden.
Vid 19 års ålder flyttade han från BP till AIK, året var 1991. Överraskande nog gick Pagge direkt in i Tommy Söderbergs startelva och under säsongen 1991 missade han endast fyra stycken tävlingsmatcher. I den allsvenska debuten mot Halmstads BK (som AIK vann med 1-0) blev han rosad av många sportjournalister, bland annat i DN och Aftonbladet.
1992 tog både Pagge och AIK ett stort kliv framåt i utvecklingen. Pascal missade inte en enda match under året och han började även producera en massa mål - tio stycken lyckades han göra under året. Pagge var även starkt bidragande till att AIK vann SM-guld 1992, det första för klubben på 55 år. Detta år var dock inte bara bra för Pagge på grund av SM-guldet, han blev även uttagen till landslaget för att spela OS-kval mot Nederländerna. Pagge hade en avgörande roll i matchen, han gjorden nämligen ett mål, och Sverige gick vidare till Olympiska sommarspelen 1992. Väl i den stora turneringen fick Pascal Simpson inte mycket speltid och hann inte utträtta något speciellt.
Pascal Simpson etablerade sig ytterligare i fotbollssverige och inte minst i AIK 1993 och 1994, då han och Dick Lidman blev AIK:s pålitligaste målskyttar. Tillsammans utgjorde de ett av Sveriges vassaste anfallspar och speciellt våren 1994, då det mesta gick rätt för de två AIK-spelarna. Men när Pascal var på sin topp drabbades han av en allvarlig skada - han hade hoppat upp för att nicka men landade olyckligt och skadade korsbandet i knät. I februari 1995 fick han även genomgå en fotoperation och blev klar för spel först till våren 1995 och därmed blev säsongen 1995 ett mellanår för Pascal.
AIK kom åtta i allsvenskan 1995 och den enda vägen till Europaspel var att vinna Svenska cupen 1995/1996. Som tur var för AIK:s del så gick man till final, där man fick möta Malmö FF på Gamla Ullevi. Matchen gick till förlängning och där avgjorde Pascal Simpson med ett mål och AIK var klara för Cupvinnarcupen 1996/1997 - detta mål kvalificerar sig som ett av de viktigaste målen Pagge någonsin gjort. Innan AIK skulle spela Cupvinnarcupen så skulle man dock spela i Fotbollsallsvenskan 1996, där den mest uppmärksammade matchen för AIK:s del blev 6-0-segern över suveräna IFK Göteborg. Göteborg ledde Allsvenskan, och hade vunnit den flera år i rad, men efter 4-0 i halvtid så var Göteborg ett slaget lag och AIK gjorde 2 mål mest av bara farten. Simpson gjorde 2 mål, spelade fram till 2 och var inblandad i ytterligare ett mål.
Väl i Cupvinnarcupen så mötte man isländska KR från Reykjavik. AIK gick vidare med 2-1 totalt, efter bland annat ett mål av Pascal Simpson och fick möta Nîmes Olympique från Frankrike. Det franska laget spelade mycket fult och använde tjuvknep, men trots det lyckades AIK gå vidare med totalt 3-2, efter en övertygande 3-1-vinst i Frankrike, där Pagge gjorde ett mål och han var även delaktig i 2-0-målet. Därmed var man vidare och skulle få spela kvartsfinal i Cupvinnarcupen.
Man spelade den första kvartsfinalen den 6 mars 1997 i Barcelona mot storlaget FC Barcelona. Matchen spelades på Camp Nou och det började minst sagt bra för Pascal Simpson och hans AIK. Efter endast en minut gjorde Pascal Simpson nämligen 1-0 för AIK. Detta efter bra förarbete av Nebojsa Novakovic, som för övrigt gjorde sin första tävlingsmatch i AIK-tröjan, som stressade Barcelonas vänsterback Sergi, som fick slå en panikartad bakåtpassning till målvakten Busquets. Han fick i sin tur bollen för långt ifrån sig och Pascal slängde sig då fram och tacklade in både målvakt och boll, helt regelrätt eftersom han var på bollen först. Barcelona hämtade sig dock och vände och vann matchen med 3-1. Men för AIK:are är nog Pascals ledningsmål det som blir mest ihågkommet från matchen. Returen slutade 1-1 och även där gjorde Pascal ett mål, 1-1-målet, efter passning från Dick Lidman. Hösten 1997 blev dock inte lika lyckad för AIK som återigen skulle spela Cupvinnarcupen, denna gång mot NK Primorje. Oturligt nog var inte AIK eller Pascal i form överhuvudtaget och man åkte ut direkt.
1998 gick Pagge till Vålerenga IF för spel i Norge, där han inte lyckades särskilt bra och flyttade därefter till FC Köpenhamn - där han inte heller imponerade vilket ledde till att han blev utlånad till Halmstads BK under 2002. Han fick där spela 11 allsvenska matcher. Han avslutade karriären i FC Köpenhamn under säsongen 2003. 2004 började han som ungdomsledare i IF BP. Inför 2007 års säsong bytte han klubb till IFK Eskilstuna för att träna seniorlaget i division II. Redan efter ett år fick han dock lämna posten till följd av klubbens dåliga ekonomi.
Han var huvudtränare för Vasalunds IF 2016. I den första träningsmatchen inför säsongen 2016 besegrades gamla klubben AIK med 5-4 på Skytteholm.

## Meriter
- SM-guld: 1992
- Svensk cupmästare: 1996, 1997
- A-landskamper: 2
- OS-landskamper: 7